# Eden Natan-Zada
Eden Natan-Zada (Hebreeuws: עדן נתן-זדה) (Israël, 9 juli 1986 - Shefa Amr, 4 augustus 2005) was een Israëlische dienstplichtig militair in het Israëlische defensieleger (IDF), maar deserteerde nadat hij aanhanger van de extreemrechtse zionistische terreurbeweging Kach was geworden. Hij deserteerde omdat hij niet mee wilde werken aan het verwijderen van Joodse Israëliërs die nederzettingen in de Palestijnse Gebieden hadden opgericht.

## Aanslag
Op dinsdag 4 augustus 2005 stapte hij in een bus in Haifa. Volgens getuigen was hij gekleed in zijn IDF-uniform en had hij een keppeltje op. Hij opende het vuur met zijn M16 op de buschauffeur toen de bus het Arabisch-Israëlische stadje Shefa Amr naderde. Tijdens de aanslag kwamen twee christenen en twee moslims om, alle vier Israëlische staatsburgers van Arabische origine; ook verwondde hij 22 andere personen. Voordat hij zijn munitie kon herladen werd hij door omstanders gedood.
De aanslag werd door alle Israëlische politici sterk veroordeeld, behalve door extreemrechtse sympathisanten van Kach, die sinds 1988 geen vertegenwoordiging in de Knesset meer heeft.